# Pekela
Pekela (phát âmⓘ) là một đô thị ở đông bắc Hà Lan.

## Các trung tâm dân cư
- Boven Pekela
- Nieuwe Pekela
- Oude Pekela